# Deutsche Fußballmeisterschaft der B-Junioren 2005/06
Die deutsche B-Jugendmeisterschaft 2006 war die 30. Auflage dieses Wettbewerbes. Meister wurde der TSV 1860 München mit einem 2:0-Finalsieg über die Dortmunder Borussia, für die dieses Spiel die erste von drei aufeinanderfolgenden Finalniederlagen in der B-Jugendmeisterschaft bedeutete. Aufgrund von Terminschwierigkeiten wegen der Weltmeisterschaft 2006 wurden die Finalbegegnungen ausnahmslos in einem Spiel ausgetragen, nachdem in den Viertel- und Halbfinals der Vorjahre Hin- und Rückspiele obligatorisch waren.

## Teilnehmende Mannschaften
| Regionalliga Nord        | Regionalliga Nordost                               | Regionalliga West                                                   | Regionalliga Südwest            | Regionalliga Süd                                      |
| ------------------------ | -------------------------------------------------- | ------------------------------------------------------------------- | ------------------------------- | ----------------------------------------------------- |
| - Meister: VfL Wolfsburg | - Meister: Hertha BSC - Vizemeister: Hansa Rostock | - Meister Borussia Dortmund - Vizemeister: Borussia Mönchengladbach | - Meister: 1. FC Kaiserslautern | - Meister: TSV 1860 München - Vizemeister SC Freiburg |

### Viertelfinale
| Datum                     |                      | Ergebnis              |                          |
| ------------------------- | -------------------- | --------------------- | ------------------------ |
| 24. Mai 2006 um 17:00 Uhr | Hansa Rostock        | 1:1 (0:1) (3:5 i. E.) | Borussia Dortmund        |
| 24. Mai 2006 um 18:00 Uhr | Hertha BSC           | 1:0 (0:0)             | SC Freiburg              |
| 24. Mai 2006 um 18:00 Uhr | 1. FC Kaiserslautern | 1:1 (1:0) (6:4 i. E.) | Borussia Mönchengladbach |
| 24. Mai 2006 um 18:30 Uhr | 1860 München         | 1:0 (0:0)             | VfL Wolfsburg            |

### Halbfinale
| Datum                     |                      | Ergebnis  |              |
| ------------------------- | -------------------- | --------- | ------------ |
| 28. Mai 2006 um 11:00 Uhr | Borussia Dortmund    | 1:0 (0:0) | Hertha BSC   |
| 28. Mai 2006 um 11:00 Uhr | 1. FC Kaiserslautern | 0:2 (0:2) | 1860 München |

## Finale
| Borussia Dortmund                                        | Borussia Dortmund | TSV 1860 München | TSV 1860 München |
| -------------------------------------------------------- | --- | --- | ---------------- |
| Borussia Dortmund                                        | \| Samstag, 3. Juni 2006 um 14:30 Uhr in Hamm (Jahnstadion) \| \| Ergebnis: 0:2 (0:1) \| \| Zuschauer: 2.000 \| \| Schiedsrichter: Christian Dingert (Thallichtenberg) \| | \| Samstag, 3. Juni 2006 um 14:30 Uhr in Hamm (Jahnstadion) \| \| Ergebnis: 0:2 (0:1) \| \| Zuschauer: 2.000 \| \| Schiedsrichter: Christian Dingert (Thallichtenberg) \| | TSV 1860 München |
| Borussia Dortmund                                        | Jonathan Mellwig – Kai Bastian Evers (63. Lukas Lenz), Christopher Heermann, Sotirios Stratakis, Fabian Götze – Dominik Lipki (68. Michael Krahn), Marco Dej, Marcel Kandziora (78. Saban Ferati) – Marcus Piossek, Marco Schneider, Raphael Lorenz Cheftrainer: Peter Wazinski | Patrick Rösch – Daniel Thomas, Florian Jungwirth, Mathias Wittek, Stefan Alschinger – Sven Bender, Sandro Kaiser (56. Junis Ibrahim), Lars Bender – Timo Gebhart (80. Michael Mayr), Manuel Schäffler (80. Robert Rudnik), Maximilian Knauer Cheftrainer: Wolfgang Schellenberg | TSV 1860 München |
| Borussia Dortmund                                        | 0:1 Schäffler (23.) 0:2 Gebhart (61., Foulelfmeter) | | TSV 1860 München |
| Samstag, 3. Juni 2006 um 14:30 Uhr in Hamm (Jahnstadion) | | |                  |
| Ergebnis: 0:2 (0:1)                                      | | |                  |
| Zuschauer: 2.000                                         | | |                  |
| Schiedsrichter: Christian Dingert (Thallichtenberg)      | | |                  |